# Llista d'artistes J-pop
Aquesta és una llista d'artistes i grups J-pop. Originalment una evolució del jazz, i encunyat com Nova Música, l'estil va passar a ser conegut com a Pop de Ciutat, música amb un tema pròpiament urbà. Més tard se'l va dir de pop fet al Japó, el terme es va reduir a J-pop i ara abasta una àmplia gamma d'estils musicals i Gèneres. El J-pop modern representa la cultura pop musical originària del país o el talent musical del Japó.
| Índex A B C D E F G H I J K L M N O P Q R S T U V W X Y Z |

## !–9
- °C-ute
- 10,000 Promises.
- 19
- 3B Lab
- 3nin Matsuri
- 54-71
- The 5.6.7.8's
- 7 House
- 12012

## A
- Aa!
- AAA
- Abby
- Natsumi_Abe
- Yasuhiro Abe
- Yoshiharu Abe
- Abingdon Boys School
- Access
- Acid Android
- Acid Black Cherry
- Aco
- Acogijuku
- Yuji Adachi
- Hiromitsu Agatsuma
- Shinichi Aida
- Shoko Aida
- Hiroki Aikawa
- Nanase Aikawa
- Aiko
- Ai
- Air
- Haruhi Aiso
- Rina Aiuchi
- Ajico
- AKB48
- Momoka Akashi
- Akeboshi
- Ali Project
- alice nine.
- Angela Aki
- Satoko Akiyama
- Asian Kung-Fu Generation
- The Alfee
- Amber, o Rie Eto
- Minako Ameku
- Ami Suzuki
- Namie Amuro
- Yuko Anai
- Takashi Aonishi
- Aoyama, Thelma
- Aoyama, Yōichi
- Aqua Timez
- Arakaki, Hisako
- Arashi
- Arashiro, Beni
- Asakura, Daisuke
- Aural Vampire
- Ayabie
- Ayaka
- Ayana
- Ayumi Hamasaki

## B
- B'z
- BaBe
- Base Ball Bear
- BeForU
- Bennie K
- Berryz Kobo
- The Blue Hearts
- Bluem of Youth
- BoA
- Bon-Bon Blanco
- Bonnie Pink
- Breath
- The Brilliant Green
- Bump of Chicken
- Buono!
- Buzy

## C
- Canary Club
- Candies
- Capsule
- Changin' My Life
- Chara
- Charcoal Filter
- Chatmonchy
- Chemistry
- Minori Chihara
- Church of Misery
- Chieko Kawabe
- Saeko Chiba
- Rina Chinen
- Chinpara
- Coconuts Musume
- Cool Joke
- CooRie
- Core of Soul
- Country Musume
- Crystal Kay

## D

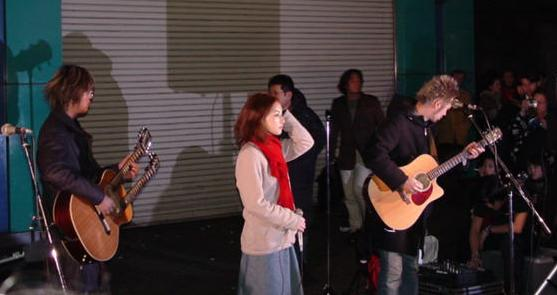
Do As Infinity durant una actuació de carrer, circa 2000.

- D'espairsRay
- D&D
- D-51
- Da Pump
- Day After Tomorrow
- Deen
- DEPAPEPE
- Dicot
- Dir en grey
- Leah Dizon
- DJ Taka, see Takayuki Ishikawa
- Do As Infinity
- Dohzi-T
- Kōichi Dōmoto
- Tsuyoshi Dōmoto
- Dream
- Dreams Come True
- DRM

## E
- E.mu
- Ellegarden
- Emyli
- Eto, Rie
- Every Little Thing
- Exile

## F
- Fairy Fore
- Fanatic Crisis
- Favorite Blue
- Fayray
- Field of View
- FictionJunction Yuuka
- Flipper's Guitar
- FLOW
- Folder 5
- Four Leaves
- Fumiya Fujii
- Kyoko Fukada
- Masaharu Fukuyama
- FUNKY MONKEY BABYS

## G
- Gackt
- Garnet Crow
- The Gazette
- Glay
- Globe
- Go-Bang's
- GO!GO!7188
- Gospellers
- Maki Goto
- GReeeeN

## H

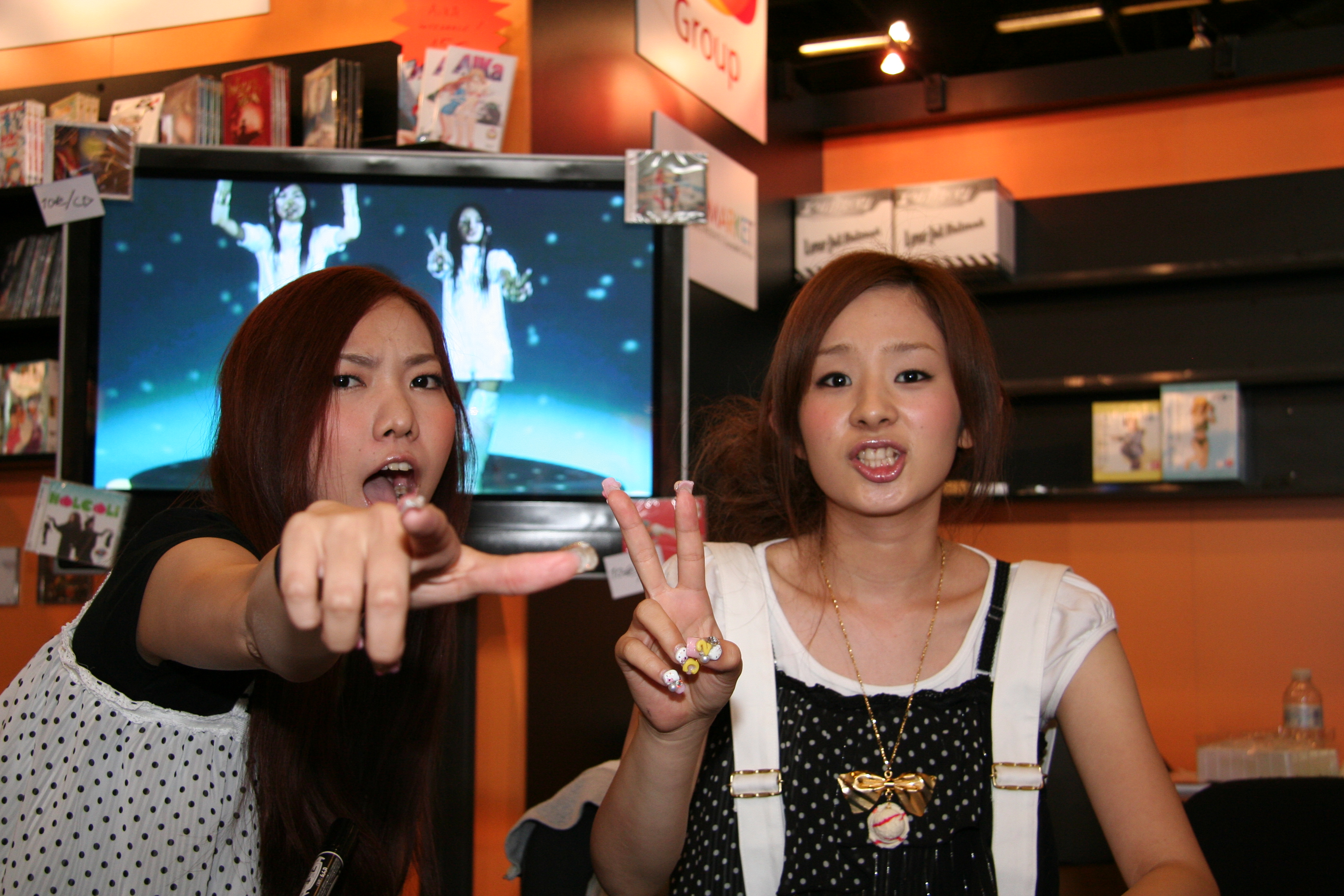
Halca (esquerra) i Yucali de HALCALI fent gestos al Japan Expo, 2007.

- H-wonder
- Chitose Hajime
- Hal
- HALCALI
- HaLo
- Ayumi Hamasaki
- Shinji Harada
- Asuca Hayashi
- Hayashibara, Megumi
- Head Phones President
- Heartsdales
- Hey! Say! JUMP
- HIGH AND MIGHTY COLOR
- Hikashu
- Hinoi, Asuka
- Hinoi Team
- Emi Hinouchi
- Ayaka Hirahara
- Ken Hirai
- Aya Hirano
- Kohmi Hirose
- Aya Hisakawa
- Hitomi
- Yo Hitoto
- Home Grown
- Home Made Kazoku
- Minako Honda
- Heartsdales
- Hearts Grow
- Yui Horie
- Mitsuko Horie
- Mai Hoshimura
- Haruomi Hosono
- HY
- Hyde
- Hysteric Blue

## I
- I WiSH
- Ice Creamusume
- Iceman
- Sayaka Ichii
- Idoling
- Mari Iijima
- Mayumi Iizuka
- Ayako Ikeda
- Ikimonogakari
- Aiko Ikuta
- Miki Imai
- Koshi Inaba
- the Indigo
- Yoko Ishida
- Tatsuya Ishii
- Chiaki Ishikawa
- Rika Ishikawa
- Takayuki Ishikawa
- Yuki Isoya
- Yuna Ito
- Sayuri Iwata
- Miyu Irino

## J
- Janne Da Arc
- Judy and Mary
- June
- Jungle Smile
- Jyongri
- Jyukai

## K
- Kagrra,
- Tomomi Kahala
- Kahimi Karie
- Meiko Kaji
- Yuki Kajiura
- Aya Kamiki
- Kana
- Kanjani Eight
- Yoko Kanno
- Rekka Katakiri
- KAT-TUN
- Miliyah Kato
- Kawabe, Chieco
- Kawada, Mami
- Kawase, Tomoko
- Kawashima, Ai
- Kawasumi, Ayako
- Kayo, Aiko
- Ketsumeishi
- Ketchup Mania
- Kick the Can Crew
- Kids Alive
- Kikkawa, Kōji
- Kimeru
- Kaela Kimura
- Takuya Kimura
- Mami Kingetsu
- KinKi Kids
- Kinya Kotani
- Kiroro
- Hayami Kishimoto
- Nana Kitade
- Kiyokiba Shunsuke
- Kobukuro
- Kumi Koda
- Mariko Kōda
- Kokia
- Kome Kome Club
- Riyu Kosaka
- Kotoko
- Yuki Koyanagi
- Kra
- Anri Kumaki
- Mai Kuraki
- Hitomi Kuroishi
- Koharu Kusumi
- Keisuke Kuwata

## L
- L'Arc~en~Ciel
- Leilani
- Leah Dizon
- Last Alliance
- Lia
- Lindberg
- Lisa
- Little by Little
- L'luvia
- LM.C
- Love Planet Five
- Love Psychedelico

## M

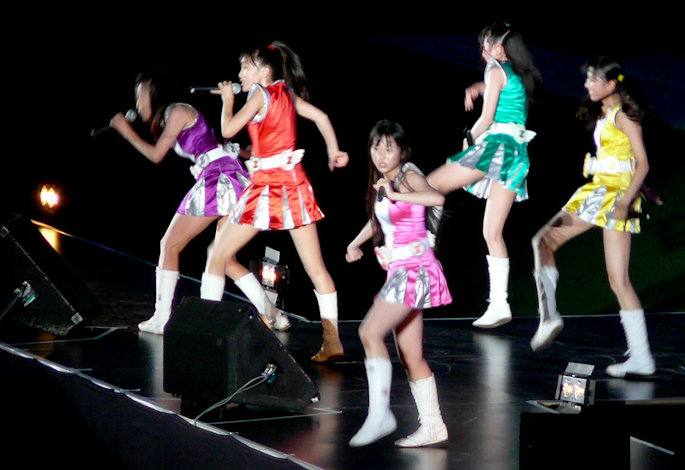
[http://www.youtube.com/watch?v=u7z9M0vFPbI Momoiro Clover Z

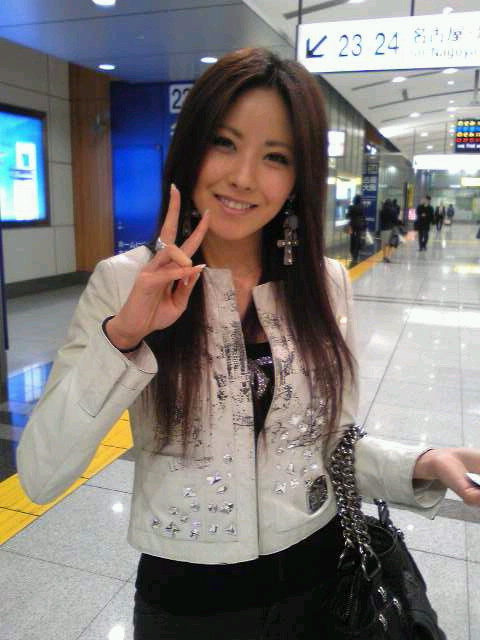
melody. fent un signe de pau.

- M.o.v.e
- Naoki Maeda
- Maeda_Yuki
- Mai
- Noriyuki Makihara
- Anna Makino
- Yui Makino
- Malice Mizer
- Mano_Erina
- marble
- Marumoto Tomiko
- Takako Matsu
- Ritsuko Matsuda
- Seiko Matsuda
- Yumi Matsutoya
- Matsuko Mawatari
- Aya Matsuura
- MAX
- May J.
- Mell
- Melocure
- melody.
- Melon Kinenbi
- Metis
- m-flo
- mihimaru GT
- MilkyWay
- Minawo
- Takako Minekawa
- Mini Moni
- Mink
- Minmi
- MIQ
- Misia
- misono
- Miyasato, Kumi
- Miyano, Mamoru
- Miyavi
- Miyazaki, Ayumi
- Miz
- Mizuki, Nana
- Momoi, Haruko
- Momoiro Clover Z
- MONGOL800
- Mori, Kiyoharu
- Miho Morikawa
- Chisato Moritaka
- Naotaro Moriyama
- Morning Musume
- Mr. Children
- Mucc
- My Little Lover

## N
- Shoko Nakagawa
- Mai Nakahara
- Miyuki Nakajima
- Akina Nakamori
- Masato Nakamura
- Toshio Nakanishi
- Mika Nakashima
- Miho Nakayama
- Rimi Natsukawa
- News
- Takanori Nishikawa
- Nobodyknows+
- Nokko
- Maki Nomiya

## O
- Oblivion Dust
- Kazumasa Oda
- Misako Odani
- Kei Ogura
- Maki Ohguro
- Junichi Okada
- Okamura Yasuyuki
- Ritsuko Okazaki
- Miwako Okuda
- Tamio Okuda
- Masami Okui
- Olivia Lufkin
- ON/OFF
- Chihiro Onitsuka
- Lisa Ono
- Orange Pekoe
- Orange Range
- Hanako Oshima
- Kotaro Oshio
- Ai Otsuka
- Maki Otsuki
- Ami Ozaki
- Kenji Ozawa

## P

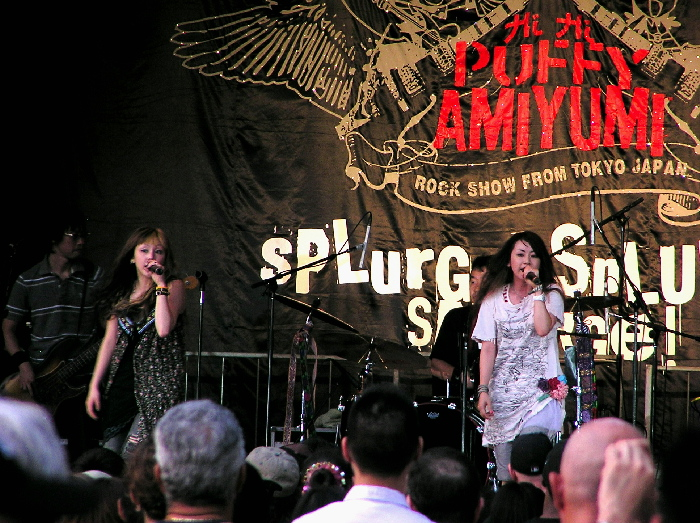
Puffy AmiYumi en concert, 2006.

- P-chicks
- Paris match
- Penicillin
- Perfume
- Pierrot
- Pink Lady
- Pistol Valve
- Pizzicato Five
- Plastics
- Plastic Tree
- Porno Graffitti
- Princess Princess
- Psychic Lover
- Psycho le Cemu
- Puffy AmiYumi

## Q
- Quruli

## R
- Radwimps
- Rag Fair
- Rats & Star
- Rebecca
- Remioromen
- Rie fu
- Rin Toshite Shigure
- Rina Koike
- Rip Slyme
- Joe Rinoie
- Romantic Mode
- Round Table
- Run&Gun
- Rurutia
- Rythem

## S
- S.K.I.N.
- Masashi Sada
- Sads
- Hideki Saijo
- Sakai, Mikio
- Sakai, Noriko
- Sakakibara, Yui
- Sakamoto, Kyu
- Sakamoto, Maaya
- Sakamoto, Miu
- Sakamoto, Ryuichi
- Sakanoue, Yosuke
- Salyu
- Sano, Motoharu
- Sandii & the Sunsetz
- Satō, Hiromi
- savage genius
- Sawada, Kenji
- SCANDAL
- The Scanty

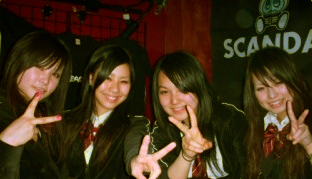
SCANDAL al Japan Nite US Tour 2008.

- Seagull Screaming Kiss Her Kiss Her
- See-Saw
- Sex Machineguns
- Sharam Q
- Kou Shibasaki
- Jun Shibata
- Ringo Shiina
- Hiroko Shimabukuro
- Eiko Shimamiya
- Hitomi Shimatani
- Ai Shimizu
- Mikuni Shimokawa
- Tomoe Shinohara
- Ryōko Shintani
- Sanae Shintani
- Rumi Shishido
- Shonen Knife
- sifow
- SMAP
- Snow
- Soft Ballet
- Sonim
- Sophia
- Southern All Stars
- Sowelu
- Speed
- Spitz
- Straightener
- SuG
- Shikao Suga
- Sugar
- Sukima Switch
- Super Monkey's
- Sunny Day Service
- Ami Suzuki
- Masayuki Suzuki
- SweetS

## T

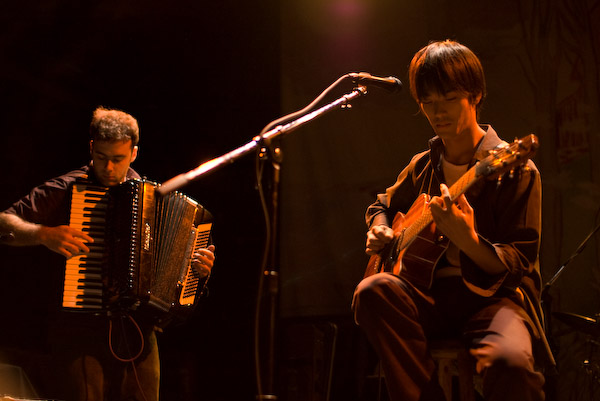
Shugo Tokumaru (a la guitarra) al Bowery Ballroom

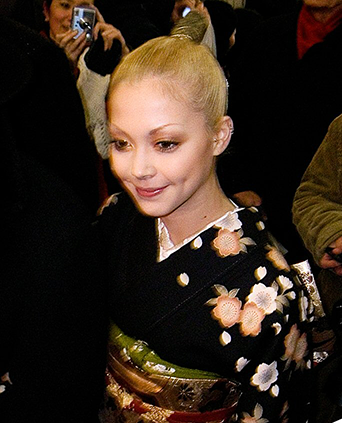
Anna Tsuchiya a la Berlinale

- T-Bolan
- Tackey and Tsubasa
- Sachi Tainaka
- Takahashi, Hitomi
- Yoko Takahashi
- Nanako Takushi
- Nami Tamaki
- Eriko Tamura
- Yukari Tamura
- Tarako
- Rie Tanaka
- Sakura Tange
- Teriyaki Boyz
- Terra
- Aoi Teshima
- Tetsu
- THE Possible
- Thee Out Mods
- TiA
- tiaraway
- TM Network
- TM Revolution
- Jun Togawa
- Tohoshinki
- Tokyo
- Shugo Tokumaru
- Tokyo Jihen
- Transtic Nerve
- TRF
- Anna Tsuchiya
- Masami Tsuchiya
- Tsunku
- Harumi Tsuyuzaki (Lyrico)
- Tube
- Two-Mix

## U
- U-ka saegusa IN db
- UA
- Yuki Uchida
- Azumi Uehara
- Takako Uehara
- Aya Ueto
- Ulfuls
- Utada, Hikaru
- Utatsuki, Kaori
- Utoku, Keiko
- UVERworld

## V
- v-u-den (aka Biyuuden)
- V6
- VAMPS
- Tomiko Van
- Versailles -Philharmonic Quintet-
- Vidoll

## W
- W (Double You)
- w-inds.
- Kōji Wada
- Shizuo Wada
- Kanon Wakeshima
- Wands
- Yōka Wao
- WaT
- Miho Watanabe
- Misato Watanabe
- Whiteberry
- Wink
- wyse

## X
- Xinlisupreme
- X Japan
- XL

## Y
- Hitomi Yaida
- Keiko Yamada
- Momoe Yamaguchi
- Mayumi Yamaguchi
- Tatsuro Yamashita
- Tomohisa Yamashita
- Masayoshi Yamazaki
- Maki Yano
- Yellow Generation
- Susumu Yokota
- Chihiro Yonekura
- Yorico
- Takuro Yoshida
- Miwa Yoshida
- Yoji Biomehanika
- Yoshiki
- Younha
- Yui
- Yukana
- Yuki
- YURIA
- Mimori Yusa
- YUUKA
- Yuta and the Bushido Boys
- Yuzu

## Z
- Zard
- Zoey
- Zone
- Zoo
- Zwei
- ZYX